# Matelea pinguifolia
Matelea pinguifolia là một loài thực vật có hoa trong họ La bố ma. Loài này được (Standl.) Woodson mô tả khoa học đầu tiên năm 1941.